# Bioinitiative-rapporten
BioInitiative-rapporten är en rapport som avhandlar förhållandet mellan folkhälsa och de elektromagnetiska fält som omger kraftledningar och trådlösa kommunikationsutrustningar.  Rapporten publicerades online 31 augusti 2007, utan föregående refereegranskning och på eget initiativ av en grupp av 14 "forskare, researchers och folkhälsoexperter". I rapporten hävdar författarna att den utgör en undersökning av de påstådda hälsoriskerna med elektromagnetiska fält och radiofrekvent strålning. Bioinitiative är numera en pågående process och vissa uppdaterade delar av materialet gavs ut i en publikation som redigerats av en av medlemmarna i gruppen. Rapporten har, på grund av sin avsaknad av balans, fått mycket kraftig kritik från oberoende och officiella forskargrupper.

## Bakgrund
De gränsvärden för elektromagnetisk strålning som i dag tillämpas i EU bygger på en utredning som ICNIRP publicerade år 1998 och som utgavs som en EU-rekommendation året därpå. Dessa gränsvärden skyddar mot kända effekter av elektromagnetisk strålning, som akut uppvärmning av kroppsvävnad och akut påverkan på nervsystemet. Något skydd mot långtidsverkan ingår inte eftersom några sådana effekter inte är belagda, vilket också framgår av ICNIRP:s rekommendation.

## Bioinitiatives rapport
Gruppen valde själva ut och studerade runt 1000 vetenskapliga rapporter och forskningssammanställningar och ansåg sig ha funnit hälsopåverkan som i vissa fall ligger på strålningsnivåer hundratals eller tusentals gånger under dagens tillämpade gränsvärden. Gruppen menade därför att det föreligger ett trängande behov av att sänka dessa gränsvärden. Resultaten publicerades online i form av en icke-refereegranskad rapport.

## Påverkansområden
Gruppen hävdade i sin rapport att elektromagnetisk strålning kunde ge upphov till:
- Leukemi
- Hjärntumörer
- Bröstcancer
- Alzheimers sjukdom
- Påverkan på hjärnaktiviteter
- Skador på DNA
- Inflammationer, allergi och påverkan på immunförsvar

## Rapporten uppmärksammas

### EU-parlamentet
BioInitiatives rapport uppmärksammades av Europaparlamentet som i sin resolution om miljöåtgärder 04/09/2008 – EP:  INI/2007/2252, hänvisat till denna och säger att dagens gränsvärden (från 1999)  för högfrekventa elektromagnetiska fält var föråldrade och borde sänkas. Parlamentet uppmanade EU-kommissionen att vidta åtgärder och inte ge vika för lobbyverksamhet från regionala eller internationella organisationer.

### I rättsväsendet
Den franska appellationsdomstolen i Versailles beslöt i en prejudicerande dom 4 februari 2009 att ålägga ett mobiltelefonföretag att inom fyra månader demontera ett 19 meter hög antennbärare i byn Tassin-la-Demi-Lune nära Lyon till ett vite av 500 euro per dags försening samt att betala 7000 euro vardera till de klagande, detta bland annat med hänvisning till BioIniative-rapporten.

## Kritik
Ett stort antal myndigheter och oberoende expertgrupper har granskat rapporten och avgivit sina kommentarer om dess innehåll och slutsatser.

### Holland: De Gezondheidsraad
De Gezondheidsraad, (The Health Council of the Netherlands), granskade rapporten i september 2008. Man drog slutsatsen att det är en selektiv studie av utförd forskning och som inte presenterar en balanserad analys av de olika forskningsresultatens kvalitet. En del av de många felaktigheterna i rapporten utgjordes av påståenden utan vetenskaplig grund och falska påståenden. 
De Gezondheidsraad skriver:
Med tanke på det sätt på vilket BioInitiative-rapporten sammanställts, det selektiva urvalet av data och de tidigare nämnda tillkortakommandena, drar kommittén slutsatsen att Bioinitiative "inte är en objektiv och balanserad studie av det nuvarande forskningsläget".

### Australien: Australian Centre for Radiofrequency Bioeffects Research (ACRBR)
I december 2008 granskades rapporten av Australian Centre for Radiofrequency Bioeffects Research:
Generellt sett anser vi att Bioinitiative-rapporten inte för forskningen framåt, och vill därmed instämma med De Gezondheidsraad att rapporten "inte är en objektiv och balanserad studie av det nuvarande forskningsläget". Den visar endast på en mängd uppfattningar som inte är i enlighet med vetenskaplig konsensus och den tillhandahåller inte en analys som är tillräckligt kraftfull för att sätta vetenskaplig konsensus i tvivelsmål.
ACRBR påvisar också att det finns påståenden i rapporten som inte är i enlighet med vetenskaplig sed och att rapporten inte ger tillräckliga skäl till varför man skall frångå rådande syn till förmån för de åsikter som uttrycks i rapporten.
ACRBR konstaterade även att det rådande forskningsläget inom området är under ständig debatt och forskning genom ett antal instanser där världsledande forskare ingår och rekommenderade därför starkt att folk tar del av dessas resultat för att få en balanserad uppfattning.

### EU: Europakommissionens EMF-NET
Europakommissionens samordningsgrupp för elektromagnetiska fälts hälsoeffekter, EMF-NET, avgav följande kommentarer om Bioinitiativerapporten: 
Rapporten saknar balans; ingenstans nämns ens förekomsten av rapporter som inte är i överensstämmelse med författarnas påståenden och slutsatser. Resultaten och slutsatserna skiljer sig kraftigt från nyligen genomförda nationella och internationella undersökningar av frågan. Om denna rapport skulle ha varit trovärdig skulle EMF vara orsak till ett urval av sjukdomar och subjektivt upplevda effekter.

### Institute of Electrical and Electronics Engineers (IEEE) Committee on Man and Radiation (COMAR)
Institute of Electrical and Electronics Engineers (IEEE) Committee on Man and Radiation (COMAR) , granskade rapporten och drog följande slutsatser:
...att betydelsen av vetenskaplig bevisning i litteratur om elektromagnetiska fälts påverkan på hälsan inte stödjer de gränsvärden som rekommenderas av laget bakom Bioinitiative-rapporten. COMAR rekommenderar därför att hälso- och sjukvårdsmyndigheter fortsätter att grunda sina policies på de gränsvärden som i sin tur rekommenderas av etablerade och officiellt sanktionerade internationella organisationer, till exempel Institute of Electrical and Electronics Engineers International Committee on Electromagnetic Safety och International Commission on non-ionizing radiation protection, vilka är formellt knutna till Världshälsoorganisationen.

### Tyskland: Bundesamt für Strahlenschutz
Bundesamt für Strahlenschutz (BfS) kommenterade rapporten i ett nyhetsprogram på TV-kanalen ARD strax efter att rapporten kommit:
BfS genomförde en preliminär översyn av den så kallade Bioinitiativerapporten omedelbart efter dess utgivning och kunde konstatera att den uppvisar klara vetenskapliga tillkortakommanden. I synnerhet har den försökt kombinera hälsoeffekter av låg- och högfrekventa elektromagnetiska fält, något som inte är tekniskt möjligt. Den övervägande majoriteten av de studier som ligger till grund för rapporten är inte nya: de har redan beaktats vid fastställandet av nu gällande standarder.

### Frankrike: Agence française de sécurité sanitaire de l’environnement et du travail
Agence française de sécurité sanitaire de l’environnement et du travail, AFSSET, analyserade innehållet i rapporten och sade:
...kapitlen i rapporten är av ojämn karaktär och kvalitet. Vissa delar presenterar inte vetenskapliga data på ett balanserat sätt, analyserar inte kvaliteten på de källor som citeras eller återspeglar författarnas egna åsikter... [rapporten] ...färgas av intressekonflikt i åtskilliga kapitel, visar inte på en gemensam inriktning och är skriven på ett militant sätt.

### Övriga
I sitt nyhetsbrev Bioelectromagnetics Society, utgivare av publikationen Bioelectromagnetics och till vilken flera av bidragsgivarna till Bioinitiativerapporten tillhör, kommenterades att:
...analys av bra teoretiska fysiker anger att ingenting händer förutom möjligen en ansamling av extra energi, som, om tillräcklig, kan höja vävnadens temperatur. Men fysiker kan inte allt, så vi vänder oss till biologerna och finner att en analys av den biologiska databasen inte visar på någon reproducerbar (oberoende) LLNT-effekt efter cirka 50-60 års forskning